# Sempervivum sosnowskyi
Sempervivum sosnowskyi är en fetbladsväxtart som beskrevs av Ter-chatschat.. Sempervivum sosnowskyi ingår i släktet taklökar, och familjen fetbladsväxter. Inga underarter finns listade i Catalogue of Life.